# Pilger (Nebraska)
Pilger je selo u američkoj saveznoj državi Nebraska. Prema popisu stanovništva iz 2010. u njemu je živjelo 352 stanovnika.